# Luísa Mahin
Luísa Mahin, peut-être née au début du XIXe siècle, est une figure historique qui a peut-être existé, ancienne esclave d'origine africaine, vivant au Brésil, qui aurait participé à l'articulation des soulèvements d'esclaves qui ont secoué la province de Bahia au début du XIXe siècle. Rien n'indique cependant sa participation aux révoltes, ce qui conduit certains historiens à la considérer comme une sorte d'alter ego de son fils l'écrivain Luís Gama.

## Biographie
Son origine est incertaine, on ne sait pas si elle est née à Costa da Mina, en Afrique, ou à Bahia. Membre du peuple Mahi, d'où son nom de famille vient, Luísa Mahin a acheté sa liberté en 1812. Libre, elle est devenue agricultrice à Salvador. Elle a eu un fils, le poète et abolitionniste Luís Gama (pt), qui la décrit comme une femme petite, mince, belle, aux dents « blanches comme neige », fière, combative, anxieuse et vindicative.
Luísa Mahin a participé à l'articulation de toutes les révoltes et soulèvements d'esclaves qui ont secoué la province de Bahia dans les premières décennies du XIXe siècle. Depuis son magasin, des messages en arabe ont été distribués, par l'intermédiaire des garçons qui lui auraient acheté des friandises. Ainsi, elle a été impliquée dans la révolte de Malês (1835) et de Sabinada (1837-1838).
Elle a été persécutée et a réussi à s'échapper à Rio de Janeiro, où elle a été retrouvée, détenue et peut-être expulsée vers l'Angola. Cependant, aucun document ne prouve cette information. Certains auteurs pensent qu'elle a réussi à s'échapper à Maranhão, où, grâce à son influence, le tambour créole a été développé.

## Lettre à Lúcio de Mendonça
Lúcio de Mendonça est un écrivain et journaliste de Rio de Janeiro. À sa demande, Luís Gama a envoyé une lettre autobiographique intitulée Lances doridos le 25 juillet 1880. La lettre est le seul document qui fournit des informations sur la mère de l'abolitionniste. Ci-dessous l'extrait sur Luísa Mahin :
« Sou filho natural de uma negra, africana livre, da Costa Mina (Nagô de Nação), de nome Luísa Mahin, pagã, que sempre recusou o batismo e a doutrina cristã.
Minha mãe era baixa de estatura, magra, bonita, a cor era de um preto retinto e sem lustro, tinha os dentes alvíssimos como a neve, era muito altiva, geniosa, insofrida e vingativa.
Dava-se ao comércio – era quitandeira, muito laboriosa, e mais de uma vez, na Bahia, foi presa como suspeita de envolver-se em planos de insurreições de escravos, que não tiveram efeito.
Era dotada de atividade. Em 1837, depois da Revolução do doutor Sabino, na Bahia, veio ela ao Rio de Janeiro, e nunca mais voltou. Procurei-a em 1847, em 1856, em 1861, na corte, sem que a pudesse encontrar. Em 1862, soube, por uns pretos minas, que a conheciam e que me deram sinais certos que ela, acompanhada com malungos desordeiros, em uma “casa de dar fortuna”, em 1838, fora posta em prisão; e que tanto ela como os seus companheiros desapareceram. Era opinião dos meus informantes que esses “amotinados” fossem mandados para fora pelo governo, que, nesse tempo, tratava rigorosamente os africanos livres, tidos como provocadores.
Nada mais pude alcançar a respeito dela. »
« Je suis le fils naturel d'une Africaine noire et libre de Costa Mina (Nagô de Nação), nommée Luísa Mahin, païenne, qui a toujours refusé le baptême et la doctrine chrétienne.
Ma mère était petite, mince, belle, de couleur noir foncé et sans éclat, ses dents étaient blanches comme la neige, elle était très altière, combative, nerveuse et vindicative.
Elle faisait du commerce - elle était une marchande de légumes, très laborieuse, et plus d'une fois, à Bahia, elle a été arrêtée comme suspecte d'être impliquée dans des plans d'insurrections d'esclaves, qui ne furent suivis d'aucun effet.
Elle était dotée d'activité. En 1837, après la Révolution du docteur Sabino, à Bahia, elle vint à Rio de Janeiro et ne revint jamais. Je l'ai cherchée en 1847, en 1856, en 1861, à la cour, sans pouvoir la trouver. En 1862, j'ai appris de quelques mines noires, qui la connaissaient et qui m'ont donné des signes certains, qu'elle, accompagnée de camarades fauteurs de troubles, dans une «maison de fortune», en 1838, avait été mise en prison; et qu'elle et ses compagnons disparurent. Selon mes informateurs, ces « mutins » ont été envoyés par le gouvernement qui, à l'époque, traitait strictement les Africains libres, considérés comme des provocateurs.

Je ne pus obtenir rien de plus à son sujet. »
Les biographes de Luís Gama, comme Sud Mennucci, Elciene Azevedo et Ligia Fonseca Ferreira affirment n'avoir jamais trouvé de documents qui corroborent la version présentée par Gama dans la lettre. Ils pensent qu'il est plus probable que Luísa Mahin soit une sorte d'alter ego de Luis Gama lui-même.

## Luísa Mahin en littérature et recherche académique

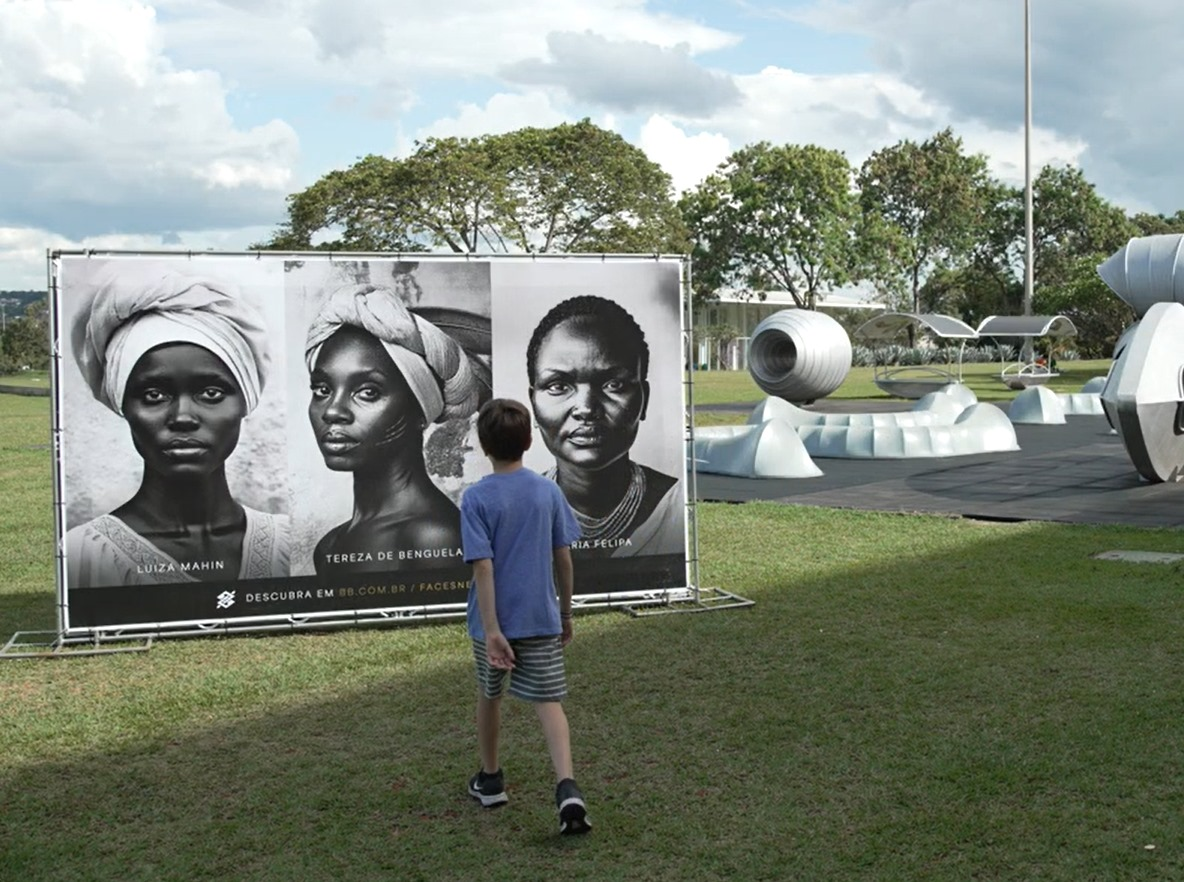
Les trois illustrations, créées avec l'intelligence artificielle par des chercheuses brésiliennes, exposées au CCBB. Celle représentant Luísa Mahin est à gauche.

En 2006, l'écrivain Ana Maria Gonçalves a publié le roman historique, Um defeito de cor. Le roman de 900 pages parcourt la trajectoire de Luísa Mahin de l'âge de cinq ans jusqu'à sa mort. Bien avant elle, dans les années 1930, Pedro Calmon a écrit le roman historique Malês : l'insurrection des quartiers des esclaves où la proposition de Luísa Mahin a émergé pour la première fois en tant que chef de file de la rébellion Malê à Salvador en 1835. Le professeur et chercheur João José Reis dans le livre Rebelião escrava no Brasil, dit que bien qu'il ait étudié en profondeur les documents sur la rébellion de Malê, il n'a pas trouvé une seule référence sur Luísa Mahin, ce qui le porte à croire que c'est « un mélange de réalité possible, fiction abusive et mythe libertaire ».
En 2010, Aline Najara da Silva Gonçalves a publié l'étude Luísa Mahin entre fiction et histoire. L'année suivante, Dulcilei C. Lima lance l'étude Desvendando Luísa Mahin : un mythe libertaire au cœur du féminisme noir. Tous deux analysent les romans ci-dessus et d'autres documents à la recherche de compréhension de la figure énigmatique de Luísa Mahin.
Luísa a eu sa biographie chorégraphiée en 2018 par Alegria da Zona Sul, avec l'intrigue « Bravos Malês ! La saga Luisa Mahin ». En 2019, elle était à nouveau présente au carnaval de Rio, citée comme une héroïne parmi d'autres personnages historiques noirs dans l'intrigue « L'histoire pour endormir les grands gens », avec laquelle l'Estação Primeira de Mangueira a remporté la première place.
Longtemps, un portrait d'une femme noire inconnue est utilisé indistinctement pour représenter Luísa Mahin, Maria Felipa de Oliveira et Tereza de Benguela. Dans le cadre d'un projet soutenu par le CCBB, des chercheuses brésiliennes ont tenté de recréer leurs visages à l'aide de l'intelligence artificielle en s'appuyant, pour Luísa Mahin, sur le poème de son fils,.

## Livre des héros et héroïnes de la patrie
La loi no 13.816 du 24 avril 2019 a inscrit le nom de Luísa Mahin dans le Livre des héros et héroïnes de la patrie, déposé au Panthéon de la Patrie et de la Liberté Tancredo Neves, à Brasilia.